# Liste von Dateinamenserweiterungen/E
In dieser Liste sind übliche Dateinamenserweiterungen aufgelistet, die in einigen Betriebssystemen zur Unterscheidung von Dateiformaten verwendet werden. In anderen Betriebssystemen erfolgt die Dateitypenidentifikation hauptsächlich über den Dateivorspann und bei E-Mail-Anhängen hat der MIME-Type eine größere Bedeutung als die Dateinamenserweiterung. Systeme, die nach den beiden letztgenannten Vorgehensweisen verfahren, ignorieren die Erweiterung meist vollständig. 
| Dateinamenserweiterung | MIME-Typ                                        | Vollständiger Name                        | Bemerkungen, Verwendung                                                                                         |
| ---------------------- | ----------------------------------------------- | ----------------------------------------- | --- |
| .e00                   |                                                 | Coverage Export-Datei                     | ArcInfo |
| .e00                   |                                                 | Exchange-Datei                            | Arc/Info |
| .e2d                   |                                                 | Editor2D-Datei                            | 2-dimensionale Vektorgraphik des in JFire enthaltenen Editors.                                                  |
| .e3d                   |                                                 | Eleco 3D Object                           | – |
| .e4m                   |                                                 | Emergency 4 Mission                       | Containerdatei von Emergency 4                                                                                  |
| .eap                   |                                                 | easyLEARN Autor-Kursprogramm              | Kursprogramm-Dateien des easyLEARN Autoren-Systems SDN AG.                                                      |
| .eap                   |                                                 | Enterprise Architect Projekt              | |
| .ear                   |                                                 | Enterprise Application Archive            | Java (J2EE-Spezifikation), bündelt verschiedene Dateien und Archive mit Code und Konfiguration                  |
| .easm                  |                                                 | eDrawings File                            | SolidWorks, CAD                                                                                                 |
| .ebd                   |                                                 | AP Modellbahn Datendatei                  | AP Modellbahn                                                                                                   |
| .ebj                   |                                                 | Error Checking Object Datei               | Geoworks |
| .ece                   |                                                 | Oracle Express Dynamic Web Page           | erzeugt von einem Oracle Express Application Server (Ersatz für PHP)                                            |
| .ecw                   |                                                 | Enhanced Compressed Wavelet File          | Grafik-Datei mit einem JPEG2000-verwandten Kompressionsalgorithmus                                              |
| .ed5 .ed6              |                                                 | EDMICS image                              | EDMICS image |
| .eda                   |                                                 | ASR disk image                            | Ensoniq |
| .edb                   |                                                 | Geneological data                         | ROOTS3 |
| .edd                   |                                                 | Element Definition document               | FrameMaker+SGML documents                                                                                       |
| .ede                   |                                                 | EPS disk image                            | Ensoniq |
| .edf                   |                                                 | (unbek.)                                  | Macrocom Online Küchenplaner                                                                                    |
| .edl                   |                                                 | Exercises Developement Language           | Beschreibungssprache für Fragemodule bei E-learning-Kursen                                                      |
| .edk                   |                                                 | KT disk image                             | Ensoniq |
| .edq                   |                                                 | SQ1/SQ2/KS32 disk image                   | Ensoniq |
| .edrw                  |                                                 | eDrawings File                            | SolidWorks, CAD                                                                                                 |
| .eds                   |                                                 | SQ80 disk image                           | Ensoniq |
| .edt                   |                                                 | Default settings                          | VAX Edt editor                                                                                                  |
| .edv                   |                                                 | VFX-SD disk image                         | Ensoniq |
| .eeb                   |                                                 | Equation editor Button Bar                | WordPerfect für Windows                                                                                         |
| .efa                   |                                                 | ASR Datei                                 | Ensoniq |
| .efe                   |                                                 | EPS-Datei                                 | Ensoniq |
| .efg                   |                                                 | Normal Form Game                          | Dateiformat zur Speicherung von Extensivformspielen mittels Gambit                                              |
| .efk                   |                                                 | KT Datei                                  | Ensoniq |
| .efq                   |                                                 | SQ1/SQ2/KS32 Datei                        | Ensoniq |
| .efs                   |                                                 | SQ80 Datei                                | Ensoniq |
| .eft                   |                                                 | High Resolution Screen Font               | ChiWriter |
| .efv                   |                                                 | VFX-SD Datei                              | Ensoniq |
| .efx                   |                                                 | Faxdokument                               | Efax Reader, Everex EFax                                                                                        |
| .efw                   |                                                 | ?                                         | Umbenannte ZIP Datei                                                                                            |
| .ega                   |                                                 | EGA Display font                          | Ventura Publisher                                                                                               |
| .eit                   |                                                 | ?                                         | Projekt-Datei für Excelsior Installer, Datei mit Microsoft Encarta Inhalt                                       |
| .eit                   |                                                 | Event Information Table                   | EPG-Informationen aus einem MPEG-Transportstrom bei DVB, mit gleichem Dateinamen wie die dazugehörige .ts-Datei |
| .el                    | text/x-script.elisp                             | Lisp Source code                          | Emacs |
| .elc                   | application/x-bytecode.elisp, application/x-elc | Lisp Source code                          | Lisp-Bytecode                                                                                                   |
| .elf                   |                                                 | Executable and Linking Format             | – |
| .elm                   |                                                 | Theme-Pack Datei                          | Microsoft FrontPage                                                                                             |
| .elt                   |                                                 | Event List Text                           | Prosa |
| .emb                   |                                                 | Embedded bank Datei                       | Everest |
| .emd                   |                                                 | ABT Extended MoDule                       | – |
| .emf                   | image/x-emf                                     | Windows Enhanced Metafile                 | Grafikformat für Vektorgrafiken                                                                                 |
| .eml                   | application/mbox, message/rfc822                | E-Mail                                    | Standard-Dateiformat einer E-Mail (MIME RFC 822)                                                                |
| .emlx                  |                                                 | E-Mail                                    | Dateiformat einer E-Mail von Apple Mail                                                                         |
| .emm                   |                                                 | Mindmap                                   | MindManager Smart                                                                                               |
| .ems                   |                                                 | Enhanced Menu System                      | PC Tools Konfigurationsdatei                                                                                    |
| .ems                   |                                                 | EMSA 1.0 Format                           | Dateiformat der Firma 4pi Analysis, Inc. für EDX-Spektren                                                       |
| .emu                   |                                                 | Terminal Emulation Datei                  | BITCOM |
| .emz                   | image/x-emf                                     | Compressed Enhanced Metafile              | emf - ZIP komprimiert                                                                                           |
| .enc                   |                                                 | Encoded Datei                             | UUENCODEd Datei, Lotus 1-2-3                                                                                    |
| .enc                   |                                                 | Musik-Datei                               | Encore |
| .enc                   |                                                 | Video-Datei                               | – |
| .end                   |                                                 | Arrow-Head Definition Table               | CorelDraw |
| .enff                  |                                                 | Neutral Format                            | – |
| .eng                   |                                                 | Chart Graphics Datei                      | EnerGraphics |
| .eng                   |                                                 | Dictionary Engine Datei                   | Sprint |
| .ens                   |                                                 | EndNote Stil Datei                        | EndNote |
| .env                   | application/x-envoy                             | Enveloper Macro                           | WOPR |
| .env                   |                                                 | Environment Datei                         | WordPerfect für Windows                                                                                         |
| .eot                   |                                                 | Embedded Open-Type                        | |
| .epa                   | image/                                          | Award BIOS Logo                           | Startbildschirm im Award BIOS (Bilddatei;XnView)                                                                |
| .epd                   |                                                 | Publication Datei                         | Express Publisher                                                                                               |
| .epd                   |                                                 | Extended Position Description             | Schachprogramme                                                                                                 |
| .ephtml                |                                                 | Enhanced Perl-parsed HTML                 | – |
| .epi                   |                                                 | Dokument                                  | Express Publisher                                                                                               |
| .epp                   |                                                 | Grafikformat                              | Easy Photo Print von Canon                                                                                      |
| .eprt                  |                                                 | eDrawings File                            | SolidWorks, CAD                                                                                                 |
| .eps                   | application/postscript                          | Encapsulated PostScript                   | Schriftschnitte, Vektorgrafiken und/oder Rastergrafiken                                                         |
| .epsf                  | application/postscript                          | Encapsulated PostScript                   | Schriftschnitte, Vektorgrafiken und/oder Rastergrafiken                                                         |
| .eps2                  | application/postscript                          | Level 2 EPS                               | – |
| .epsi                  |                                                 | EPS Interchange                           | – |
| .epub                  | application/epub+zip                            | EPUB (Akronym für electronic publication) | EPUB-E-Books |
| .eqn                   |                                                 | Equation Datei                            | WordPerfect für Windows                                                                                         |
| .er1                   |                                                 | ERWin Datei                               | – |
| .erd                   |                                                 | Entity Relationship Diagram               | Prosa |
| .erm                   |                                                 | Entity Relationship Model                 | Prosa |
| .err                   |                                                 | Error Log                                 | |
| .err                   |                                                 | Compilation error Datei                   | Microsoft Visual FoxPro, RoboHELP                                                                               |
| .erx                   |                                                 | ERWin Datei                               | – |
| .esd                   | application/x-ms-wim                            | Windows Imaging Format Archive            | Festplattenimage-Format von Microsoft                                                                           |
| .esh                   |                                                 | Extended Shell Batch                      | DOS |
| .esl                   |                                                 | Distributable support library             | Microsoft Visual FoxPro                                                                                         |
| .esm                   |                                                 | Elder Scrolls Master                      | Morrowind, Oblivion, Fallout 3                                                                                  |
| .esp                   |                                                 | Elder Scrolls Plugin                      | Morrowind, Oblivion, Fallout 3                                                                                  |
| .esps                  |                                                 | ESPS audio Datei                          | – |
| .etd                   |                                                 | EBX Transfer Data File                    | Adobe File für E-Books                                                                                          |
| .eth                   |                                                 | Dokument                                  | Ethnograph 3.x                                                                                                  |
| .etl                   |                                                 | Microsoft Event Trace Log File            | Protokolldatei (Microsoft Tracelog)                                                                             |
| .etx                   | text/x-setext                                   | Structure Enhanced text                   | SetText |
| .eu4                   |                                                 | Europa Universalis IV saved game          | zur Speicherung von Spielständen des Computerspiels Europa Universalis IV                                       |
| .eui                   |                                                 | ESP compacted disk image                  | Ensoniq |
| .ev3                   |                                                 | LEGO MINDSTORMS EV3 Project               | EV3 Mindstorms                                                                                                  |
| .evt                   |                                                 | Event Log                                 | Microsoft Windows NT, 2000                                                                                      |
| .evy                   |                                                 | Dokument                                  | WordPerfect für Windows Envoy                                                                                   |
| .ewd                   |                                                 | Text Document                             | Express Publisher für Windows                                                                                   |
| .ewl                   |                                                 | Microsoft Encarta document                | – |
| .ex3                   |                                                 | Device Driver Datei                       | Harvard Graphics 3.x                                                                                            |
| .exc                   |                                                 | Exclude Datei für Optimize                | nicht zur Verarbeitung gedacht, QEMM                                                                            |
| .exc                   |                                                 | Exclusion Dictionary Datei                | Microsoft Word                                                                                                  |
| .exc                   |                                                 | Source-Code Datei                         | Rexx VM/CMS |
| .exe                   | application/octet-stream                        | Executable                                | Ausführbare Datei (DOS, OS/2, Windows)                                                                          |
| .exe                   | vms/exe                                         | Executable                                | Ausführbare Datei (OpenVMS)                                                                                     |
| .exec                  |                                                 | z/OS REXX-Library                         | PDS mit REXX Programmen                                                                                         |
| .exp                   |                                                 | Saved chat                                | ICQ |
| .exr                   |                                                 | OpenEXR                                   | HDR-Bilddatei                                                                                                   |
| .ext                   |                                                 | ASCII binary transfer                     | WS_FTP PRO (IPSWITCH Software)                                                                                  |
| .ext2                  |                                                 | EXT2 Image                                | Dateisystemabbild                                                                                               |
| .ext3                  |                                                 | EXT3 Image                                | Dateisystemabbild                                                                                               |
| .ezp                   |                                                 | Edify.zip                                 | Edify Electronic Workforce Backup Utility                                                                       |